# Neverita reclusiana
Neverita reclusiana is een slakkensoort uit de familie van de Naticidae. De wetenschappelijke naam van de soort is voor het eerst geldig gepubliceerd in 1839 door Deshayes.